# 7276 Maymie
7276 Maymie eller 1983 RE är en asteroid i huvudbältet som upptäcktes den 4 september 1983 av Oak Ridge-observatoriet. Den är uppkallad efter Marion R. Aymie.
Asteroiden har en diameter på ungefär 4 kilometer.